# Johan Rydh
Johan Rydh, född 1967, är operasångare, baryton.
Rydh gjorde sin operadebut på Stockholmsoperan redan som 10-årig gossopran i Carmen. Han är utbildad vid Operastudio 67 samt Teater- och operahögskolan i Göteborg. Direkt efter sin utbildning debuterade han våren 1996 på Göteborgsoperans stora scen som Hans i Äppelkriget och har sedan dess varit engagerad i olika uppsättningar på bland annat Göteborgsoperan, Musikteatern i Värmland, Ystadoperan, Nya utomjordiska, Södertäljeoperan, Vadstena-Akademien och Folkoperan.
År 2001 sjöng han titelrollen i Mozarts opera Don Giovanni på Fredensborg Sommeropera.
Från hösten 2002 har Johan Rydh varit engagerad vid Folkoperan och där sjungit Harry i Jeppe - den grymma komedin av Sven-David Sandström, Wotan i Wagners Rhenguldet, Enrico i Donizettis Lucia di Lammermoor och Guglielmo i Mozarts Così fan tutte. Våren 2003 inledde han på nytt vid Folkoperan i dess nypremiär av Lucia di Lammermoor. Under sommaren 2003 framträdde han med Folkoperan på Confidencen i Stockholm som Greve Horn i Verdis Maskeradbalen. Höstsäsongen 2003 inledde han som Prästen (Sakristanen) i Folkoperans uppsättning av Puccinis Tosca. Från oktober 2003 till 22 februari 2004 sjöng han också Scarpia i samma uppsättning.
Våren 2005 sjöng han rollen som Akilles i den Norske Operas uppmärksammade uppsättning av Julius Caesar i Egypten. 
Under hösten 2005 sjöng han Capulet i Folkoperans Romeo och Julia och under våren och sommaren 2006 var han engagerad vid Staatsoper Stuttgart där han sjöng översteprästen i Glucks Alceste, Greven i Figaros bröllop och Eol i uruppförandet av JM Kraus Aenas i Carthago.  Under november 2006 till januari 2007 uppträdde Johan Rydh i Rigoletto på Folkoperan i Stockholm.
I november 2007 var han tillbaka på den Norske Opera som Akilles. Denna uppsättning var den sista i det gamla Operahuset innan flytten till Bjørvika.
Johan finns representerad på skivorna Musik på Tre Kronor, med musik av bland andra Anders Düben, och Hertig Magnus och sjöjungfrun av Ivar Hallström. Han kan både ses och höras som Översteprästen i Stuttgartoperans uppsättning av Alceste från 2006. (NTSC 101251)
Johan är även en mycket uppskattad solist vid konserter och i körverk och har fått lysande recensioner för sina poetiska och klangsköna tolkningar av Wilhelm Stenhammar och andra svenska kompositörer.

## Ur repertoaren
- J S Bach: Magnificat, F-dur mässa, Juloratoriet, Johannespassionen
- Brahms: Ein deutsches Requiem
- Haydn: Årstiderna, Theresienmesse
- Händel: Messias
- J H Roman: Jubilate
- Lars-Erik Larsson: Förklädd gud
- Allan Pettersson: Barfotasånger
- Veljo Tormis: Järnets förbannelse
- Schumann, Brahms, Schubert samt klassiska svenska romanser

## Operaroller i urval
- Bizet, Carmen: Escamillo, Morales och Dancaire
- Bellini, Il Pirata: Ernesto
- Donizetti, Lucia di Lammermoor: Enrico
- Gluck, Alceste: Överstepräst/Thanatos
- Händel, Julius Caesar i Egypten: Akilles
- Leoncavallo, Pajazzo: Silvio
- Lully, Acis et Galatée: Polyphéme
- Mozart, Così fan tutte: Guglielmo
- Mozart, Le nozze di Figaro : Count Almaviva
- Mozart, Don Giovanni: Don Giovanni
- Puccini, Tosca: Scarpia, Sakristanen
- Ullmann, Der Kaiser von Atlantis: Der Kaiser
- Wagner, Rhenguldet: Wotan
- Verdi, Maskeradbalen: Greve Horn
- Verdi, Rigoletto: Rigoletto